# Dasymallomyia mecophallus
Dasymallomyia mecophallus är en tvåvingeart som beskrevs av Alexander 1964. Dasymallomyia mecophallus ingår i släktet Dasymallomyia och familjen småharkrankar. Inga underarter finns listade i Catalogue of Life.